# Vohimasina Sud
Vohimasina Sud is een plaats en gemeente in Madagaskar gelegen in het district Manakara van de regio Vatovavy-Fitovinany. Er woonden bij de volkstelling in 2001 ongeveer 15.000 mensen.
In de plaats is basisonderwijs beschikbaar. 93% van de bevolking is landbouwer. Het belangrijkste gewas is soja en kruidnagel, maar er wordt ook koffie en zoete aardappelen verbouwd. De overige 7% van de bevolking voorziet in levensonderhoud via visserij.